# Île Rousse (Bandol)
L'île Rousse est une île du département du Var. Elles appartiennent administrativement à la commune de Bandol.